# Xã Delaware, Quận Juniata, Pennsylvania
Xã Delaware (tiếng Anh: Delaware Township) là một xã thuộc quận Juniata, tiểu bang Pennsylvania, Hoa Kỳ. Năm 2010, dân số của xã này là 1.547 người.